# بخش گلگت

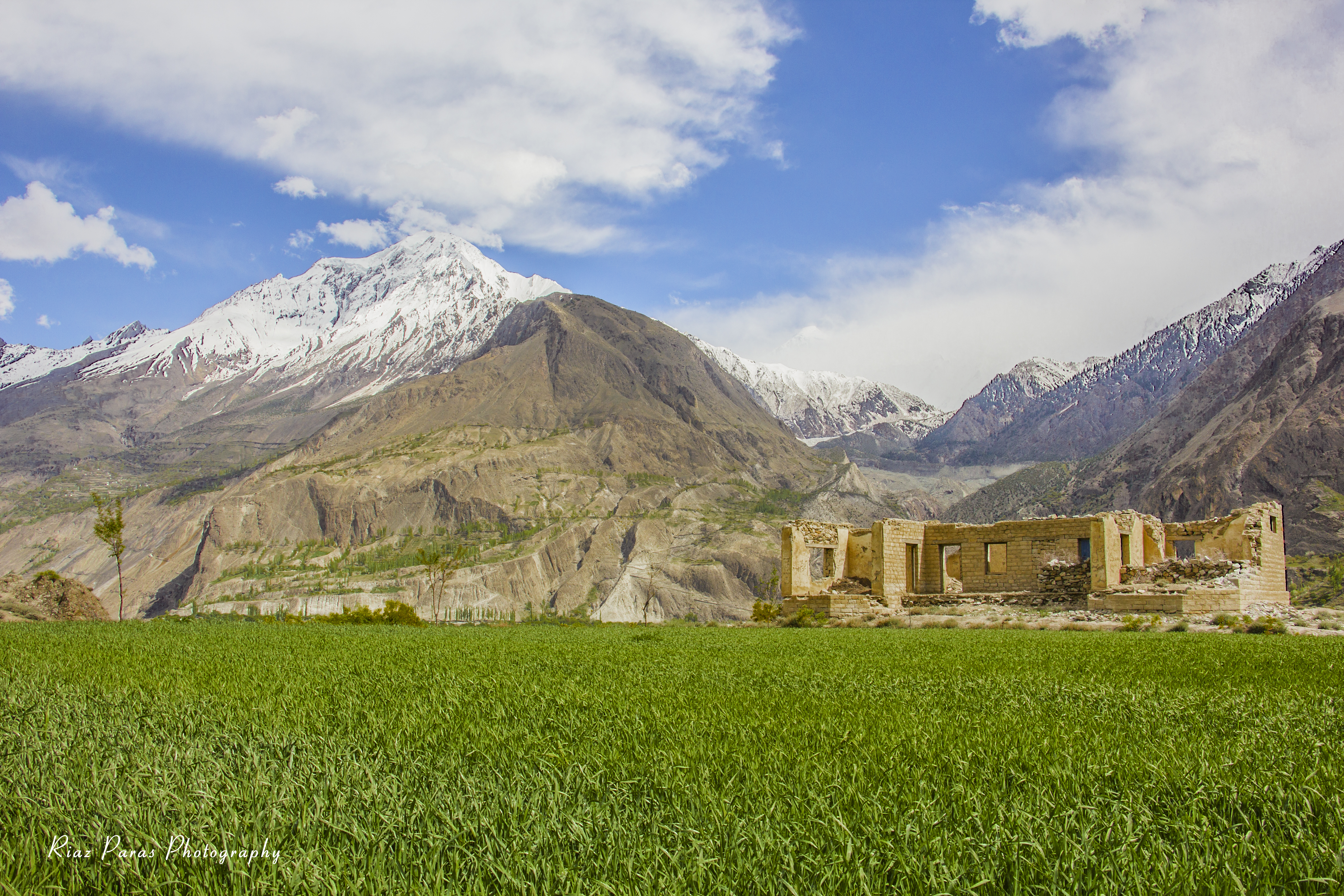
نمایی از ناحیه نگر در بخش گلگت، کشور پاکستان - ۲۰۱۵

بخش گلگت (انگلیسی: Gilgit Division) یکی از بخش‌های پاکستان در گلگت-بلتستان بود که در اصلاحات انجام‌گرفته در سال ۲۰۰۰، ساختار بخش در پاکستان حذف گردید. اما در سال ۲۰۰۸ مجدداً بازگردانده شد. ناحیه‌های آن عبارت بودند از:
- ناحیه دیامر
- ناحیه غذر
- ناحیه گلگت
- ناحیه هنزه
- ناحیه نگر